# Saxophone Varie vol. 4
Saxophone Varie vol. 4 – album Pawła Gusnara z polską współczesną muzyką saksofonową, kontynuujący projekt zapoczątkowany przez płytę Saxophone Varie (DUX 0992), uhonorowaną Fryderykiem 2014 w kategorii muzyki poważnej Album Roku Muzyka Kameralna.
Saxophone Varie vol. 4 zawiera utwory solowe (na saksofon sopranowy), duety (na sopranową i altową odmianę saksofonu z organami i akordeonem) oraz podwójny koncert na saksofon altowy, bandoneon (diatoniczny i chromatyczny) i orkiestrę smyczkową napisane przez kompozytorów reprezentujących różne generacje i style kompozytorskie: od Krzysztofa Pendereckiego i Stanisława Moryty, przez Łukasza Wosia, po Nikolę Kołodziejczyka, Ignacego Zalewskiego i Aleksandra Jana Szopę. Siedem utworów to premiery fonograficzne.
Album został wydany w 2021 r. przez Chopin University Press (numer katalogowy UMFC CD 127). Płyta zdobyła Złoty Dyplom Międzynarodowego Konkursu „Muzyczne Orły” 2022.

## Wykonawcy
- Paweł Gusnar – saksofony sopranowy i altowy
- Bartosz Jakubczak – organy (2, 4, 5, 8)
- Klaudiusz Baran – akordeon (6)
- Rafał Grząka – bandoneon (9–10)
- Chopin University Chamber Orchestra (9–10)
- Rafał Janiak – dyrygent (9–10)

## Lista utworów
1. Krzysztof Penderecki (transkrypcja: Paweł Gusnar): Cadenza na saksofon sopranowy* [5:50]
2. Łukasz Woś: Aria na saksofon sopranowy i organy* [3:21]
3. Stanisław Moryto (transkrypcja: Paweł Gusnar): Aria i chorał na saksofon sopranowy* [5:36]
4. Łukasz Woś: Romans na saksofon i organy* [4:07]
5. Aleksander Jan Szopa: Clair de lune na saksofon i organy* [4:38]
6. Ignacy Zalewski: Toccata na saksofon altowy i akordeon [5:43]
7. Stanisław Moryto: Koło na saksofon* [4:56]
8. Łukasz Woś: Intermezzo na saksofon altowy i organy* [4:41]
9. Nikola Kołodziejczyk: Koncert na saksofon, bandoneon i orkiestrę smyczkową – I Dark playground [7:11]
10. Nikola Kołodziejczyk: Koncert na saksofon, bandoneon i orkiestrę smyczkową – II Małe przyjemności [10:09]  *światowe premiery fonograficzne

## Miejsce nagrania, informacje redakcyjne
Nagrania zrealizowano w latach 2019–2020 w Warszawie, w sali koncertowej Uniwersytetu Muzycznego Fryderyka Chopina.
Reżyseria nagrania, montaż: Katarzyna Rakowiecka-Rojsza, Igor Szymański (6, 9–10)
Mastering: Katarzyna Rakowiecka-Rojsza
Nota programowa, redaktor wydawca, producent wykonawczy: Emilia Dudkiewicz
Tłumaczenie: Żaneta Pniewska
Zdjęcia: Michał Knot
Projekt graficzny, skład: Barbara Bugalska